# Błękitny Max
Błękitny Max (ang. The Blue Max) – amerykański dramat wojenny z 1966 w reżyserii Johna Guillermina na podstawie powieści Jacka Huntera.

## Opis fabuły
Pochodzący z biednej rodziny Bruno Stachel (George Peppard), w czasie I. wojny światowej służy jako pilot niemieckiej, elitarnej jednostki lotniczej. Posiadając wyższe zdolności w tym fachu od pozostałych lotników, Stachel staje się bohaterem. Otrzymuje najwyższe odznaczenie Pour le Mérite (zwane „Błękitny Max”).

## Obsada
- George Peppard – porucznik Bruno Stachel
- James Mason – generał hrabia von Klugermann
- Jeremy Kemp – Willi von Klugermann
- Karl Michael Vogler – kapitan Otto Heidemann
- Ursula Andress – hrabina Kaeti von Klugermann